# Ришелье, Андреас дю Плесси де
Андреас дю Плесси де Ришелье (24 февраля 1852, Лёйт-Киркебю, Дания – 25 марта 1932, Хёрсхольм, Дания) — датский и сиамский адмирал. Имел сиамский дворянский титул Прайя Чонлайуттайотин. 

## Биография
Андреас де Ришелье происходил из семьи французских эмигрантов. После окончания школы устроился на работу в торговом флоте, где дослужился до лейтенанта запаса датской морской пехоты. Во время службы посетил Бангкок, столицу Сиама, после чего он начал интересоваться этой страной.
В 1875 году Ришелье получил аудиенцию в Копенгагене у датского короля Кристиана IX, на которой он попросил у него рекомендательное письмо к королю Сиама Чулалонгкорну. Затем он отплыл в Сиам через Сингапур. 
По прибытии в Бангкок он, при содействии датского консула, добился аудиенции с Чулалонгкорном. После аудиенции Ришелье был принят на службу в ВМС Сиама, а через пару недель получил звание капитан-лейтенанта. Также ему была предложена должность заместителя командира одного из кораблей, от которой он отказался ради командования своим личным кораблем HSMS Regent.
В 1884 году основал Andersen & Co (позже Восточно-Азиатская компания) вместе с датским деловым партнером Хансом Нильсом Андерсеном.
В 1891 году стал членом дипломатической миссии во Франции, Дании и Российской империи вместе с братом короля принцем Дамронгом Ратчанубабом. Пока Чулалонгкорн продолжал модернизировать свою страну, Восточно-Азиатская компания получала концессии в таких отраслях, как лесозаготовка тикового дерева. Андреас также получил концессии на строительство и эксплуатацию 21-километровой железной дороги от Самутпракана до Бангкока.
Самой важной концессией, полученной Андреасом, была Siam Electric Company Ltd., которую он приобрёл в 1898 году. Siam Electric отвечала за поставку электроэнергии в Бангкок. Изначально концессию хотели продать американцу Л. Э. Беннету на 10 лет с возможностью продления, но продали Андреасу. Компания оказалась прибыльной, как и электрическая трамвайная линия, которую она обслуживала, принеся 1 200 000 датских крон, или около 1 177 000 батов. В 1912 году большая часть акций была продана бельгийцам.
В 1893 году командовал сиамским флотом в ходе Франко-сиамской войны. Покинул Сиам в 1902 году.
Умер в датском городе Лёйт-Киркебю в 1932 году.